# Fujiwara no Akisuke (fill)
Fujiwara no Akisuke va ser un noble de la cort i poeta a finals del període Heian. El tercer fill de Shuri-no-taiyu Fujiwara no Akisue. El seu rang oficial era el Tercer Grau Júnior i Oficial de la Capital Esquerra. Es diu Rokujo. A l'Ogura Hyakunin Isshu, se'l coneix com Sakyo no Daibu Kensuke. La segona generació de la família Rokujo Fujiwara.

## Carrera
El gener de 1100, va ser nomenat jutge de l'emperador Shirakawa, i va ser ascendit a un ministre proper de la cort. Després de servir com a Kaga no Mori i Chumugon Daisuke, va ser ascendit al quart rang el desembre de 1118. El gener de 1127, a causa d'una calumnia, Shirakawa va ser arrestat durant un any després de la mort), va ser nomenat ministre de la cort. Quan Seiko, la filla de Fujiwara no Tadamichi, va ser nomenada a la cort imperial de l'emperador Sutoku, es va convertir en Nakamiya Ryo i va tornar al govern. L'octubre de 1137, Yasunobu va ser ascendit al rang menor i es va convertir en un servidor públic, i el gener de 1139 va ser nomenat Sakyo Daibutu, i el 7 de juliol de 1148 va ser ascendit al rang superior, 1155, als 66 anys.
Hi havia molts poetes excel·lents al seu voltant, i va estar actiu en moltes trobades de poetes i de poesia, com ara el Toba-don Kita-mein Uta-go i el primer ministre Rokujo Uta-go el 1116 i el "Kuyasu Hyakushu" el 1150, i va heretar el símbol Hitomaro de la família Eigū, després de rebre el seu pare Fuji, 1150 l'ordre de seleccionar una col·lecció imperial de l'emperador Sutoku, va completar el "Sikana Wakashu" el 1151 i el va presentar al públic.
Els següents 84 poemes s'inclouen a la Col·lecció Imperial de Poemes Japonesos (14 poemes), i la col·lecció familiar inclou el 『Sakyo Daifu Kensuke』 (Ken-suke』)』.
Cent persones en una cançó d'Ojibura

- 79.

| « | "La brisa de la tardor és com un núvol que flota en l'aire, i l'ombra de la lluna que cau és com una lluna que cau" | » |

(『新大大日本』Tardor・413)

## Genealogia
- Pare: Fujiwara Akira
- Mare: filla de Fujiwara Tsunehei[2]
- Esposa: Filla de l'alt rang Nyoten
  - Masculí: Fujiwara Akira
  - Home: Fujiwara Seisuke (1104-1177)
- Esposa: Filla de Fujiwara Ariesu
  - Masculí: Fujiwara Ryutsuke
- Esposa: desconeguda (habitació de la mestressa de casa)
  - Home: Fujiwara Shigeiya (1128-1181)
  - Home: Fujiwara Kotsutsuki (1131-1221)
- Mare desconeguda
  - Masculí: Fujiwara Akira
  - Masculí: Fujiwara Chikasuke
  - Homes: memòria a llarg termini
  - Dones: Kinamiru Kiwa, mare d'Awataguchi Tadashi.
  - Noies: nou membres i companyes de pis reals
- Dones:
  - La criança dels fills
  - Rei: Mingxue (1130-1209)